# Бенчмарк (финансы)
Бенчмарк (от англ. benchmark — ориентир, эталон) на финансовых рынках — «эталонный» агрегированный индикатор, как правило, в форме индекса, процентной ставки или валютного курса, сопоставление значений которого позволяет анализировать динамику стоимости базовых активов во времени, оценить состояние рынка в целом или его отдельных сегментов. Например, индексы ценных бумаг показывают стоимость оговоренного инвестиционного портфеля, индикаторы процентных ставок позволяют отслеживать изменение ценовых условий на кредитном рынке. Доверие к эталонным индикаторам как к рыночным показателям зависит от прозрачности применяемого метода, полноты исходных данных, применяемых для расчётов, а также состава контрибьюторов, предоставляющих исходные данные. Отличительной чертой «эталонных» индикаторов является то, что на их значения ссылаются различные финансовые договоры.

## Международные определения
Согласно определению Международной организации комиссий по ценным бумагам эталонные индикаторы включают цены, оценки, ставки, индексы или стоимости, которые удовлетворяют нескольким критериям:
- предоставляются пользователям безвозмездно или за плату;
- периодически рассчитывают путём полного или частичного применения формулы или другого метода расчёта, — или оценивают, — стоимость одного или нескольких базовых активов;
- используются как ориентир для одной или нескольких следующих целей:
  1. определение процентных платежей или другой суммы, причитающейся по кредитным договорам или другим финансовым договорам или инструментам;
  2. определение цены, по которой финансовый инструмент может быть куплен или продан, может торговаться или погашаться, или определение стоимости финансового инструмента;
  3. оценки результативности (доходности) финансового инструмента.

В европейском законодательстве под эталонным индикатором понимается любой индекс, по которому определяется сумма, подлежащая оплате по финансовому инструменту или финансовому договору, или стоимость финансового инструмента, или индекс, который используется для оценки результативности инвестиционного фонда с целью слежения за доходностью, или определения распределения портфельных активов, или расчёта вознаграждения за управление.
Под «семейством» эталонных индикаторов понимается группа эталонных индикаторов, предоставляемых одним и тем же администратором () и определяемых по исходным данным одного и того же характера, которые обеспечивают оценки того же или аналогичного рынка или экономической реальности.

## Предметная область и классификация
Эталонные индикаторы являются стоимостными ориентирами процентных ставок, валютных курсов, ценных бумаг, товаров, кредитов. Кроме того, финансовые индикаторы используются в качестве базовых активов в производных финансовых инструментах. Эталонные индикаторы превратились в ключевые показатели для глобального рынка деривативов, прежде всего, рынка процентных свопов, опционов на иностранную валюту и форвардных соглашений о будущей процентной ставке. Эталонные процентные ставки служат ориентирами процентных ставок в экономике и играют важную роль в денежно-кредитной политике центральных банков. В частности, процентная ставка денежного рынка служит операционной целью денежно-кредитной политики. Эталонные индикаторы существуют также на товарных рынках, в частности, рынке непереработанной нефти.
В то же время простые стоимостные ориентиры, используемые в качестве справочных, так называемых референсных или эталонных цен для финансовых активов и обязательств, а также индексы, используемые в аналитических целях, а не для заключения финансовых договоров, не являются эталонными финансовыми индикаторами.

Если используется одна цена или стоимость в качестве справочной (референсной) для финансового инструмента, например, если цена одной ценной бумаги является справочной ценой для опциона или фьючерса, то расчёт, входные данных или экспертное суждение отсутствуют. Следовательно, единая цена или стоимость не должны рассматриваться в качестве эталонных индикаторов.

Референсные цены или расчётные цены, используемые центральными контрагентами, не должны рассматриваться как эталонные индикаторы, поскольку они применяются для расчётов, маржи и управления рисками и, следовательно, не определяют сумму, подлежащую уплате по финансовому инструменту, или не измеряют стоимость финансового инструмента.
…
— EU Benchmark Regulation (2016)
| Финансовый рынок | Эталонные индикаторы                                                                     |
| ---------------- | ---------------------------------------------------------------------------------------- |
| Фондовый рынок   | - индексы акций, - индексы облигаций, - индексы активов пенсионных накоплений            |
| Валютный рынок   | - фиксинги (валютные курсы)                                                              |
| Срочный рынок    | - индекс волатильности - ставки по процентным свопам - ставки по валютным свопам         |
| Денежный рынок   | - ставки по РЕПО - ставки межбанковского рынка - ставки займов на широком денежном рынке |
| Товарный рынок   | - индексы (нефтепродуктов, нефти, природного газа, угля и др.) - фиксинги                |

## Администрирование
Администрирование эталонного индикатора включает в себя все этапы и процессы его разработки и распространения, включая:
- сбор, анализ и (или) обработку информации или мнений в целях описания индикатора;
- определение индикатора с использованием формулы или иных методов обработки информации или мнений, предоставленных для формирования индикатора;
- распространение (публикация) индикатора среди пользователей, включая проверки, корректировки значений индикатор и методические изменения.

Администратором является организация, контролирующая разработку и процесс администрирования индикатора. Администратор отвечает за все этапы процесса администрирования.
Расчёт индикатора администратор может делегировать расчётному агенту — юридическому лицу, определяющему значение индикатора путём применения формулы или иного метода расчёта или оценки информации или мнений, предоставленных в соответствии с методикой, разработанной администратором.
Исходную информацию для расчёта индикатора предоставляют контрибьюторы — так называют участников рынка, сообщающих администратору или расчётному агенту сведения о своих операциях или мнениях, необходимых для формирования индикатора.
Администратор может привлекать агента по публикации, который публикует значения индикатора, в том числе обеспечивает доступность статистики подписчикам, через Интернет или другие средства коммуникаций, за плату или безвозмездно.
По состоянию на 2020 год в Европейском союзе зарегистрировано 79 администраторов эталонных индикаторов. Среди них крупнейшими глобальными администраторами являются:
| Администратор                               | Юрисдикция     | Орган надзора                                    |
| ------------------------------------------- | -------------- | ------------------------------------------------ |
| ASX Benchmarks Limited                      | Австралия      | Australian Securities and Investments Commission |
| Barclays Bank Plc                           | Великобритания | Financial Conduct Authority                      |
| Bloomberg Index Services Limited            | Великобритания | Financial Conduct Authority                      |
| China Securities Index Company Limited      | Китай          | -                                                |
| Citigroup Global Markets Limited            | Великобритания | Financial Conduct Authority                      |
| Deutsche Bank Aktiengesellschaft            | Германия       | Federal Financial Supervisory Authority          |
| Euronext Brussels NV/SA                     | Бельгия        | Financial Services and Markets Authority         |
| European Money Markets Institute            | Бельгия        | Financial Services and Markets Authority         |
| FTSE International Limited                  | Великобритания | Financial Conduct Authority                      |
| Goldman Sachs International                 | Великобритания | Financial Conduct Authority                      |
| ICE Data Indices LLC                        | США            | -                                                |
| IHS Markit Benchmark Administration Limited | Великобритания | Financial Conduct Authority                      |
| J.P. Morgan Securities PLC                  | Великобритания | Financial Conduct Authority                      |
| Markit N.V.                                 | Нидерланды     | Netherlands Authority for the Financial Markets  |
| Morgan Stanley & Co. International Plc      | Великобритания | Financial Conduct Authority                      |
| MSCI Limited                                | Великобритания | Financial Conduct Authority                      |
| Nasdaq Copenhagen A/S                       | Дания          | Finanstilsynet                                   |
| Natixis                                     | Франция        | Autorite des Marches Financiers                  |
| NEX Data Services Limited                   | Великобритания | Financial Conduct Authority                      |
| Refinitiv Benchmark Services (UK) Limited   | Великобритания | Financial Conduct Authority                      |
| S&P Dow Jones Indices LLC                   | США            | -                                                |
| SIX Financial Information AG                | Швейцария      | Swiss Financial Market Supervisory Authority     |
| Societe Generale                            | Франция        | Autorite des Marches Financiers                  |
| STOXX Ltd.                                  | Швейцария      | -                                                |
| The London Metal Exchange                   | Великобритания | Financial Conduct Authority                      |
| Wiener Borse AG                             | Австрия        | Austrian Financial Market Authority              |

## Применение на фондовом рынке
Сравнение динамики индикаторов разных рынков позволяет выявить рынки и секторы с более высокой скоростью роста или падения и принять решение о покупке или продаже соответствующих активов. Как ориентир индикатор может использоваться для анализа эффективности управления инвестиционным фондом. Чаще всего сравнивают доходность фонда с показателем роста национального фондового индекса. В России индикатором фондового рынка служит индекс РТС или Индекс МосБиржи. Для США индикатором служат индекс Доу-Джонса, S&P 500 и индексы NASDAQ. В 2000-х годах популярность получили индексные фонды, структура активов которых повторяет структуру выбранного индекса и, как следствие, обеспечивают аналогичную доходность. Иногда управляющая компания рассчитывает собственный индекс-индикатор на основе инвестиционной декларации фонда. Сравнение фактической доходности фонда с его потенциальной доходностью, которую показывает индикатор, позволяет судить об эффективности управления фондом.
Применение эталонных индикаторов является универсальной практикой как при активном, так и при пассивном управлении портфелем активов. Сравнение доходности сформированного портфеля с эталонным индикатором показывает, насколько лучше активный управляющий портфелем или фондом справился с со своей задачей. При пассивном управлении портфелем его результативность измеряется ошибкой отслеживания, то есть насколько и как надолго было отклонение от эталонного портфеля. Наиболее популярные эталонные индикаторы включают фондовые индексы (например, S&P 500), индексы облигаций (Lehman Brothers Bond Index) или товарные индексы (Goldman Sachs). Эталонные индикаторы в портфельном менеджменте могут быть представлены макроэкономическими показателями, такими как инфляция, с которыми сравниваются консервативные пенсионные или облигационные портфели.